# Халіфа Мубарак
Халіфа Мубарак (араб. خليفة مبارك, нар. 30 жовтня 1993) — еміратський футболіст, захисник клубу «Аль-Наср» (Дубай) і національної збірної ОАЕ.

## Клубна кар'єра
Народився 30 жовтня 1993 року. Вихованець футбольної школи клубу «Аль-Наср» (Дубай). Дорослу футбольну кар'єру розпочав 2012 року в основній команді того ж клубу, кольори якої захищає й донині.

## Виступи за збірні
2014 року залучався до складу молодіжної збірної ОАЕ. На молодіжному рівні зіграв у 4 офіційних матчах.
Того ж 2014 року дебютував в офіційних матчах у складі національної збірної ОАЕ.
У складі збірної був учасником домашнього для еміратців кубка Азії 2019 року.

## Титули і досягнення
- Володар Кубка Президента ОАЕ (1):

«Ан-Наср»: 2014-15
- Володар Кубка ліги ОАЕ (1):

«Ан-Наср»: 2014-15